# Indra (piosenkarka)
Indra właśc. Indra Kuldasaar (ur. 20 czerwca 1967 roku w Göteborg) – szwedzka piosenkarka i aktorka. Autorka takich utworów jak "Let's Go Crazy" oraz "Misery".

## Albumy
- 1991 Temptation
- 1992 Together Tonight
- 1994 Best Of
- 1995 Anywhere
- 1999 You & Me
- 2006 Indra
- 2009 One Woman Show

## Single
- 1990 "Let's Go Crazy"
- 1991 "Temptation"
"Misery"
- 1992 "Tell Me"
"Gimme What's Real"
"Dance Maxi Mix"
- 1993 "Rescue Me"
"Yesterday Is History" / "Tomorrow Is A Mystery"
- 1994 "Save My Life"
"Hollywood"
- 1995 "We Belong Together"
"Anywhere"
- 1997 "Message For You"
- 1998 "Never, Never"
- 1999 "Reggae Life"
- 2004 "Besoin De Vous"
- 2005 "Sois Beau Et Tais-Toi"
"Oublie-Moi"
- 2009 "Upper Hand (Sexy Mama)"
"High Heels And Backwards"